# Teodor Podaru
Teodor Podaru (n. 9 martie 1942) este un fost deputat român în legislatura 1996-2000, ales în județul Ilfov pe listele partidului PNȚCD. Teodor Podaru a fost validat ca deputat pe data de 15 noiembrie 1999 în locul deputatei Silvia Petrovici.

## Legături externe
- Teodor Podaru[nefuncțională – arhivă]
 la cdep.ro